# Componospina
Componospina is een geslacht van neteldieren uit de familie van de Stylasteridae.

## Soort
- Componospina terebellifera Cairns, 2015